# Distinctions de l'Armée suisse
Les différentes distinctions militaires suisses (appelées ribbons ou rubans) récompensent les militaires de l’Armée suisse pour certaines performances. D'après la loi fédérale suisse, le militaire ne peut utiliser ses distinctions sur des vêtements civils (article 114 alinéa 4) mais uniquement sur sa tenue militaire de sortie (chapitre  24 alinéa 5 du règlement du chef de l'Armée du 15 décembre 2003).
Les conditions d’obtention de chaque distinction sont détaillées dans le règlement 51.004.

## Insigne de prestation de service
| Insigne de prestation de service          | Insigne de prestation de service                                                                                  | Insigne de prestation de service                    |
| insigne                                   | nom | remarque                                            |
| ----------------------------------------- | --- | --------------------------------------------------- |
| Ribbon bar image; refer to adjacent text. | français : Insigne de prestation de service allemand : Dienstleistungsabzeichen italien : Distintivi del servizio | Sans rosette pour 90 jours de service               |
|                                           | Insigne de prestation de service                                                                                  | Avec 1 rosette en bronze pour 170 jours de service  |
|                                           | Insigne de prestation de service                                                                                  | Avec 2 rosettes en bronze pour 250 jours de service |
|                                           | Insigne de prestation de service                                                                                  | Avec 3 rosettes en bronze pour 350 jours de service |
|                                           | Insigne de prestation de service                                                                                  | Avec 1 rosette en argent pour 450 jours de service  |
|                                           | Insigne de prestation de service                                                                                  | Avec 2 rosettes en argent pour 550 jours de service |
|                                           | Insigne de prestation de service                                                                                  | Avec 3 rosettes en argent pour 650 jours de service |
|                                           | Insigne de prestation de service                                                                                  | avec 1 rosette en or pour 750 jours de service      |
|                                           | Insigne de prestation de service                                                                                  | Avec 2 rosettes en or pour 850 jours de service     |
|                                           | Insigne de prestation de service                                                                                  | Avec 3 rosettes en or pour 950 jours de service     |

## Distinctions

### Prestation exceptionnelle
| insigne | nom                                                                                               | remarque |
| ------- | ------------------------------------------------------------------------------------------------- | --- |
|         | Prestation exceptionnelle allemand : Ausserordentliche Leistung italien : Prestazione eccezionale | Cette distinction est décernée par le Chef de l'Armée pour réalisations extraordinaires et prestations exceptionnelles. Cette distinction a été remise pour la première fois le 2 juin 2020. |

Source.

### Distinctions de tir
| Distinction de tir                        | Distinction de tir | Distinction de tir |
| ----------------------------------------- | --- | --- |
| Ribbon bar image; refer to adjacent text. | Fusil d’assaut degré 1 allemand : Sturmgewehr Stufe 1 italien : Fucile d’assalto grado 1                              | La distinction de tir au fusil est réalisée avec le Fass 90, au stand de tir à 300 mètres avec bipied déployé et sans lunette. Comme programme de tir, après un entraînement, le militaire doit d’abord mettre cinq coups en maximum 10 minutes sur une cible A5 (de forme ronde), avec marquage (possibilité de voir l’impact) après chaque tir. Ensuite, sur une cible B4 (de forme humaine), il doit placer 5 coups en maximum dix minutes avec marquage après chaque tir, puis deux coups en vingt secondes et trois coups en vingt secondes sur la même cible et avec marquage après chaque série. Il doit enfin tirer cinq coups en quarante secondes, avec marquage à la fin de la série. Sur un total de 85 points, il faut en atteindre 72 pour réussir la distinction. |
| Ribbon bar image; refer to adjacent text. | Fusil d’assaut degré 2 allemand : Sturmgewehr Stufe 2 italien : Fucile d’assalto grado 2                              | Le degré 2 est atteint après avoir réussi trois fois la distinction. |
| Ribbon bar image; refer to adjacent text. | Pistolet degré 1 allemand : Pistole Stufe 1 italien : Pistola grado 1                                                 | La distinction de tir au pistolet est réalisée avec le Pist 75 à 25 mètres. Le nombre total de points est de 200, et la distinction est atteinte avec 180. |
| Ribbon bar image; refer to adjacent text. | Pistolet degré 2 P allemand : Pistole Stufe 2 italien : Pistola grado 2                                               | Le degré 2 est atteint après avoir réussi trois fois la distinction. |
| Distinctions d'instructions               | | |
| Ribbon bar image; refer to adjacent text. | Défense NBC / Aide au camarade (ABC/KaHi) allemand : Kameradenhilfe/ABC Abwehr italien : Aiuto al camerata/difesa NBC | Réalisée par toutes les recrues, cette distinction récompense une bonne maîtrise des acquis en matière de défense NBC et de Service sanitaire militaire (aide au camarade). Elle s’effectue en deux temps : d’abord un examen théorique, et pour ceux qui le réussissent, un examen pratique portant notamment sur l’utilisation de la tenue NBC, la pose d’un pansement compressif ou d’un garrot et la mise en œuvre des gestes de premiers secours. |
| Ribbon bar image; refer to adjacent text. | Navigateur allemand : Wasserfahrer italien : Battelliere                                                              | Elle est effectuée dans les écoles de recrue de pontonniers et de fusiliers de bord. |
| Ribbon bar image; refer to adjacent text. | Pointeur (arme) allemand : Richter italien : Puntatore (arma)                                                         | Elle est effectuée dans les écoles de recrue de soldats de char. |
| Ribbon bar image; refer to adjacent text. | Insigne de haute montagne allemand : Hochgebirgsabzeichen italien : Distintivo d’alta montagna                        | Cette distinction, réalisée en principe par les spécialistes de montagne, est aussi ouverte aux « militaires qui ont apporté la preuve qu'ils ont acquis, au civil, une solide expérience de la montagne ». |
| Distinctions sportives                    | | |
| Ribbon bar image; refer to adjacent text. | Sport militaire 1 allemand : Militärsport 1 italien : Sport militare 1                                                | La distinction sportive, de couleur verte, s’obtient pour un minimum de 80 points sur 125 lors du recrutement ou pendant le service militaire. Elle comprend plusieurs tests de fitness, dont de la force explosive, du gainage, de l’endurance et de l’équilibre. |
| Ribbon bar image; refer to adjacent text. | Sport militaire 2 allemand : Militärsport 2 italien : Sport militare 2                                                | Le degré 2 est atteint après avoir réussi trois fois la distinction. |
| Ribbon bar image; refer to adjacent text. | Compétition de sport militaire allemand : Militärsport Wettkampfauszeichnung italien : Sport militare competitivo     | Elle ne peut être obtenue que dans le cadre d’activités hors du service, telles des manifestations liées à l’armée ou d’association sportives. |

### Activité hors du service
| insigne | nom | remarque |
| ------- | --- | --- |
|         | Activité hors du service degré 1 allemand : Ausserdienstliche Tätigkeit Stufe 1 italien : Attività fuori del servizio livello 1 | La distinction d'activité hors du service de degré 1 s'obtient après avoir cumulé les conditions suivantes : être membre actif d'une société militaire depuis au moins quatre ans, avoir réalisé au minimum 2 concours de tir avec l'arme personnelle (72 points avec le Fass 90, 180 points avec le Pist 75) et avoir accompli avec succès l'instruction à la conduite et perfectionnement de l'instruction de base générale (IBG) et de l'instruction de base spécifique à la fonction (IBF) . |
|         | Activité hors du service degré 2 allemand : Ausserdienstliche Tätigkeit Stufe 2 italien : Attività fuori del servizio livello 2 | La distinction d'activité hors du service de degré 2 s'obtient après avoir cumulé les conditions suivantes : être membre du comité d'une société militaire depuis au moins deux ans et avoir organisé au moins 4 événements individuels. |

Source.

### Insignes de mission
| Engagements à l’intérieur du pays         | Engagements à l’intérieur du pays                                                                                             | Engagements à l’intérieur du pays |
| insigne                                   | nom | remarque |
| ----------------------------------------- | --- | --- |
| Ribbon bar image; refer to adjacent text. | français : Engagements à l’intérieur du pays allemand : Inland-Einsätze italien : Impieghi in Svizzera                        | Engagements à l’intérieur du pays comme le World Economic Forum ou l'engagement au profit de la population dans le cadre de la lutte contre le Covid-19. Depuis 2021, cette distinction peut être agrémentée de rosettes en argent ou en or dépendant de la durée de l’engagement.                          |
| Engagements à l'étranger                  | | |
| Ribbon bar image; refer to adjacent text. | Insigne de mission du Kosovo                                                                                                  | pour 150 jours de service Swisscoy au Kosovo. |
| Ribbon bar image; refer to adjacent text. | Insigne de mission de Bosnie-Herzégovine                                                                                      | pour 150 jours de service pour l'Organisation pour la sécurité et la coopération en Europe (OSCE) dans l'unité suisse de logistique (Swiss Headquarter Support Unit, SHQSU) en Bosnie-Herzégovine. Cette distinction n’est plus remise au personnel effectuant une mission en Bosnie-Herzegovine.           |
| Ribbon bar image; refer to adjacent text. | Insigne de mission de Corée                                                                                                   | pour 150 jours de service à la commission de surveillance du cessez-le-feu entre les deux Corées des nations neutres. |
| Ribbon bar image; refer to adjacent text. | Insigne de mission de Namibie                                                                                                 | pour 150 jours de service au Groupe d'assistance des Nations unies pour la période de transition en Namibie (GANUPT). |
| Ribbon bar image; refer to adjacent text. | Insigne de mission du Sahara occidental                                                                                       | pour 150 jours de service à la Mission des Nations unies pour l'organisation d'un référendum au Sahara occidental (MINURSO). |
| Ribbon bar image; refer to adjacent text. | Insigne de mission Peace Support                                                                                              | pour 150 jours de service aux opérations de maintien de la paix dans le cadre d'une organisation internationale. Cette distinction est aussi remise au personnel effectuant une mission en Bosnie-Herzegovine où comme Suisse In-Kind pour UNMAS (prêté au Service de Luttes Anti-Mines des Nations unies). |
| Ribbon bar image; refer to adjacent text. | Insigne de mission d'observateur militaire ONU                                                                                | pour 150 jours de service en tant qu'observateur militaire de l'Organisation des Nations unies (ONU). |
| Ribbon bar image; refer to adjacent text. | Insigne de mission du Partenariat pour la paix                                                                                | pour service avec l'OTAN dans le cadre du Partenariat pour la paix (PPP). |
| Ribbon bar image; refer to adjacent text. | Service commandé de longue durée à l’étranger allemand : Lange Ausland-Abkommandierung italien : Servizi comandati prolungati | pour 150 jours de service commandé de longue durée à l’étranger. |
| Ribbon bar image; refer to adjacent text. | Insigne de mandat de l'ONU / OSCE                                                                                             | Les insignes des mandats de l'ONU / OSCE ne sont pas représentés en raison de leur grande diversité, un seul insigne est présenté à titre d'exemple . |